# Lemmings (videojuego de 2006)
Lemmings es un videojuego de 2006 desarrollado por Team17 y distribuido por Sony Computer Entertainment. Es un remake del Lemmings original lanzado en 1991.
El juego ha sido lanzado en versiones levemente diferentes para PlayStation Portable, PlayStation 2 y PlayStation 3.

## Jugabilidad
La versión de PSP contaba con 120 niveles del juego original, 36 niveles nuevos al igual que soporte para el paquete de expansión, y un editor de niveles para usuarios. Cada nivel en el juego era un paisaje 3D prerenderizado, aunque la jugabilidad era 2D y se mantenía fiel al juego original. Los niveles de los usuarios podían ser construidos a partir de objetos prerenderizados y subidos a una comunidad en línea de Lemmings específica de PlayStation.
En octubre de 2006 el juego fue porteado por el desarrollador Rusty Nutz para la PlayStation 2 con el uso del EyeToy. Al ser grabados por el EyeToy, los jugadores podían estirar y mover sus extremidades para ayudar a los lemmings. En 2007, Team17 produjo un remake similar de Lemmings para la PlayStation 3, descargable por medio de PlayStation Network. El juego tuvo mejoras gráficas similares al título de PSP, además de marcadores en línea y niveles adicionales desarrollados para ofrecer una presentación en alta definición, pero carecía de la capacidad de crear y compartir niveles como lo hacía la versión de PSP.

## Recepción
La versión de PSP recibió reseñas generalmente positivas., reteniendo un puntaje de 76/100 basado en 46 críticos en Metacritic, indicando «reseñas generalmente favorables».
IGN le dio a la versión de PSP del juego 7.8/10, elogiando los gráficos y la longevidad mejorada gracias al editor, pero criticando el sonido sin emoción. La versión de PS3 recibió una puntuación de 7.5/10, con el comentario «no reinventa la rueda, pero rueda bien».
GameSpot le dio a la versión de PSP del juego 8/10, aclamando los gráficos y audio pulidos, el diseñador de niveles y la función de compartir en línea.